# Olenecamptus lineaticeps
Olenecamptus lineaticeps là một loài bọ cánh cứng trong họ Cerambycidae.